# Saint-Esprit (Martinique)
Saint-Esprit ist eine französische Gemeinde im Übersee-Département Martinique. Sie gehört zum Arrondissement Le Marin und liegt im Süden der Insel, etwa 20 km von der Inselhauptstadt Fort-de-France entfernt. Die Bewohner werden auf Französisch Spiritains (männlich) und Spiritaines (weiblich) genannt. Bis zu dessen Auflösung im Jahr 2015 war Saint-Esprit Hauptort (chef-lieu) und die einzige Gemeinde des gleichnamigen Kantons.

## Bevölkerungsentwicklung
| 1961 | 1967 | 1974 | 1982 | 1990 | 1999 | 2006 | 2013 | 2022  |
| ---- | ---- | ---- | ---- | ---- | ---- | ---- | ---- | ----- |
| 7240 | 8045 | 7676 | 7236 | 7767 | 8203 | 8806 | 9524 | 10422 |

## Geographie
Saint-Esprit liegt im hügeligen Landesinneren von Martinique. Die Gemeinde umfasst Höhenlagen von 6 bis 388 Metern über dem Meeresspiegel.